# Taylor Hackford
Taylor Edwin Hackford (Santa Barbara, Califórnia, 31 de Dezembro de 1944) é cineasta estadunidense. Casou-se com a atriz Helen Mirren no 31 de dezembro do ano de 1997.

## Filmografia
- 2016 The Comedian
- 2013 Parker
- 2010 Love Ranch
- 2004 Ray
- 2000 Prova de Vida
- 1997 The Devil's Advocate
- 1995 Dolores Claiborne
- 1993 Bound by Honor
- 1988 Everybody's All-American
- 1987 Chuck Berry Hail! Hail! Rock 'n' Roll
- 1985 O Sol da Meia-noite
- 1984 Against All Odds
- 1982 An Officer and a Gentleman
- 1980 The Idolmaker
- 1978 Teenage father (curta-metragem)

## Premiações
- Indicação ao Óscar de Melhor Filme, por "Ray" (2004).
- Indicação ao Óscar de Melhor Diretor, por "Ray" (2004).
- Óscar de Melhor Curta-metragem, por "Teenage Father" (1978).